# Anurocampa albifasciata
Anurocampa albifasciata är en fjärilsart som beskrevs av William Schaus 1921. Anurocampa albifasciata ingår i släktet Anurocampa och familjen tandspinnare. Inga underarter finns listade i Catalogue of Life.